# جوهانس بيرغ
جوهانس بيرغ (بالنرويجية البوكمول: Johannes Berg)‏ هو فلاح وسياسي نرويجي، ولد في 1 نوفمبر 1863، وتوفي في 21 نوفمبر 1935. حزبياً، نشط في حزب المحافظين. وقد انتخب عضو برلمان النرويج ‏.